# 拜奈代克·亚诺什
拜奈代克·亚诺什（匈牙利語：Benedek János，1944年11月20日—），匈牙利男子举重运动员。他曾代表匈牙利参加1968年和1972年夏季奥林匹克运动会举重比赛，获得一枚铜牌。